# Raja Club Athletic (beach soccer)
Maillots
Le Raja Club Athletic Beach Soccer, appelé Raja Beach Soccer, couramment abrégée en Raja BS ou RBS (en arabe : نادي الرجاء لكرة القدم الشاطئية) est un club marocain de beach soccer fondé en janvier 2015 et affilié à la Fédération royale marocaine de football. Basée à Casablanca, la section beach soccer est l'une des nombreuses sections du Raja Club Athletic, club omnisports fondé le 20 mars 1949 à Derb Sultan.
Le club est actif de 2015 jusqu'à l'arrêt de ses activités en 2018. Arès l'annonce de la création d'un championnat national de Beach Soccer par la Fédération royale marocaine de football, la section renait de ses cendres le 25 janvier 2022, en étant officiellement reconnue par la FRMF comme étant dirigée et affiliée à la section football du Raja Club Athletic.

## Histoire

### Création et arrêt (2015-2018)
Le Raja Club Athletic Beach Soccer voit le jour en janvier 2015 sous l'impulsion de Nassim El Haddaoui, fils de l'illustre attaquant des Lions de l'Atlas et du Raja CA durant les années 1980 Mustapha El Haddaoui, qui assurera la fonction d'entraîneur-joueur. La section est indépendante, elle n'est donc pas rattachée légalement au club omnisports. L'équipe commence à pratiquer le beach soccer sur la plage de Ain Diab, porte 17, au centre-ville de Casablanca. 
Pendant trois ans, cette section pratiquait ses activités indépendamment de la section mère du Raja Club Athletic, l'équipe de Soccer Beach n'était donc pas affiliée au comité administratif du club omnisports. Dès sa création, l'équipe obtient d'excellents résultats, notamment en remportant le premier match de son histoire contre l'équipe nationale marocaine le 31 janvier 2015, sur le score de 6-2. L'international marocain Hamza Abourazzouk avait notamment porté le maillot de l'équipe cette année.  
Le 1 janvier 2016, le Raja bat le FUS Beach Soccer en amical sur le score de 9-1 à Ain Diab, Durant ce mois, Abdelkabir Moufakir "Brigel" est désigné entraineur du Raja Beach Soccer. Il a été auparavant l'adjoint de Mustapha El Haddaoui à l'équipe nationale marocaine. Le premier rassemblement du club a eu lieu lors d'un camp préparatoire au complexe Moulay Rachid à Bouznika. 
Mohammed Fanghal et Azzedine El Hamidy, respectivement gardien et attaquant de l'équipe nationale marocaine, rejoignent le Raja Beach Soccer pour la saison 2016.  
Azzedine El Hamidy, Nassim El Haddaoui, Anas El Haddaoui et Kamel El Mahrouk quittent le Raja pour rallier le Grande Motte Pyramide Beach Soccer, champion de France en 2015. 
En avril 2016, Nassim El Haddaoui rejoint le ASD Terranova Terracina Beach Soccer, champion d'Italie de Beach Soccer. 
En juin 2016, le joueur du Raja BS Anas El Haddaoui est élu meilleur joueur du tournoi Beach Soccer arabe 2016 organisé à Charm el-Cheikh. 
Les meilleurs joueurs du Raja Beach Soccer rejoignent temporairement le Bouznika Beach Soccer pour disputer la Coupe des Ligues 2017 à Agadir le 1 et 2 Juillet 2017. Le Bouznika BS a remporté la compétition aux tirs au but après un score nul (3-3) et le Rajaoui Mehdi Meach a été élu meilleur joueur du tournoi. 
En 2018, le club arrête ses activités à cause, entre autres, d'un manque de financement et du départ de ses joueurs clés. 

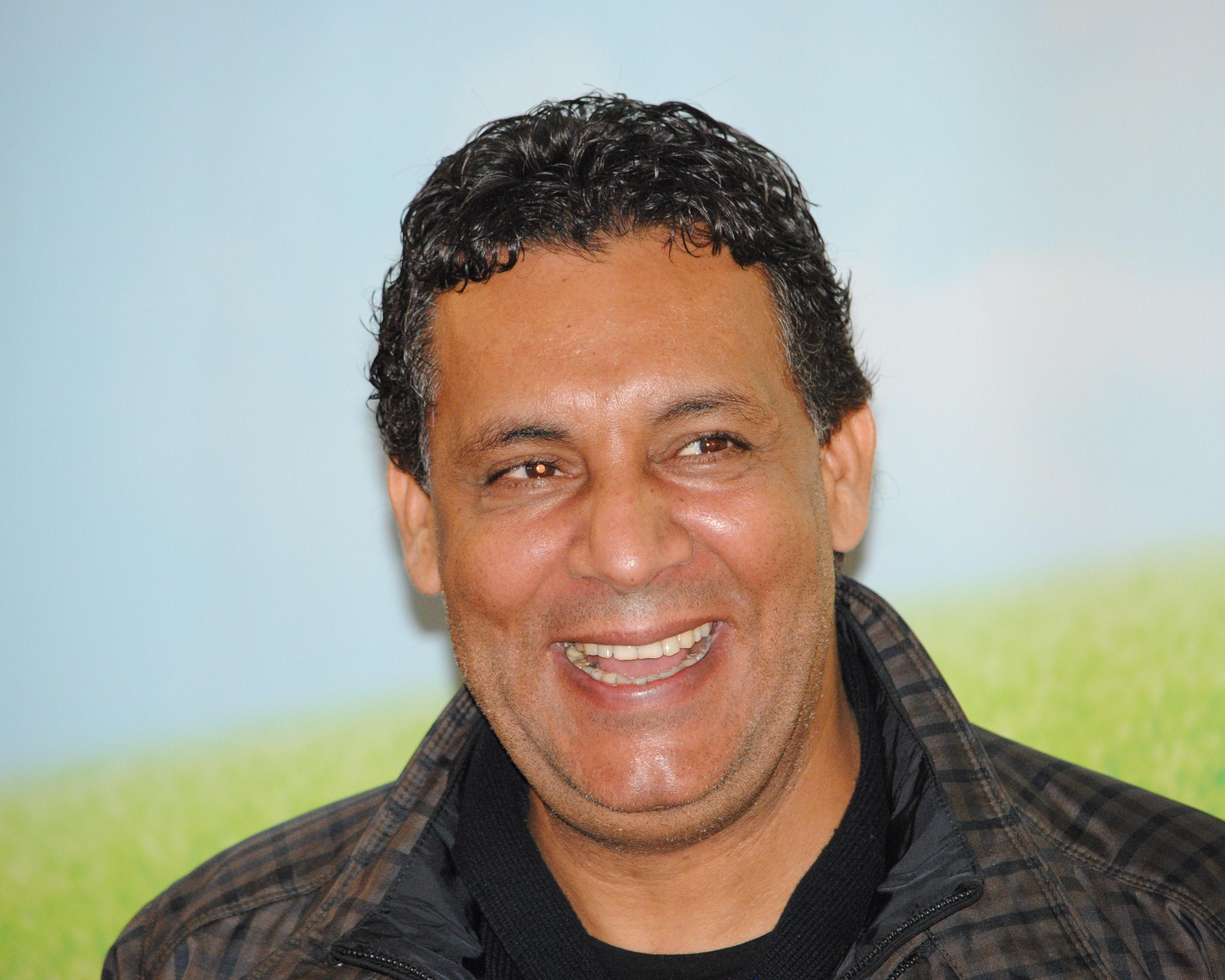
Mustapha El Haddaoui, manager général du Raja CA beach soccer.

### Renaissance (depuis 2021)
Après une troisième place de l'équipe nationale marocaine en Coupe d'Afrique des nations de beach soccer 2021 qui s'est déroulée au Sénégal, Faouzi Lekjaa a indiqué que la FRMF mobilisera tous les moyens logistiques et financiers pour mettre en place un championnat national de Beach Soccer, d'autant plus que le Royaume dispose de plages qui faciliteront sa pratique.
Entre 2018 et 2022, l'activité de cette section était suspendue. 
Mais à partir du 25 janvier 2022, le club est officiellement reconnue comme étant dirigé administrativement et affilié à la section football du Raja CA. Sa demande d'affiliation à la Fédération royale marocaine de football approuvée, le Raja Beach Soccer pourra participer aux compétitions officielles organisées par la direction nationale. La Beach Soccer Worldwide envoi au Raja un message de félicitations et lui souhaite la bienvenue.  
À la tête de direction technique, figurera Mustapha El Haddaoui comme manager général du club et l'ancien international marocain Nabil Moustad comme entraineur,. 
Le club recrute dès lors l'international espagnol Riduan Dris, et les dix internationaux marocains: Yassir Abada, Sami Iazal, Ibrahim Abagli, Anas El Haddaoui, Ali El Khydm, Houcine Fanchy, Yassine Kerroum, Abdellah Zeroual, Saad Labkiri et Nassim El Haddaoui,,,,,.
Le 13 février, le Raja remporte le premier match de son histoire après sa reconstitution face au Sporting Temara sur le score de 7-1.
Le 19 et 20 mars 2022, le Raja organise un tournoi de beach soccer féminin avec la participation des marocaines du Sporting Casablanca, les belges du New Team Brussels et les françaises du Marseille Beach Team. Ces dernières remportent le trophée (9 points), suivies du New Team Brussels (6 points) et du Raja en troisième position (3 points).
Yassir Abbada, Sami Iazal, Imad Laadimi et Badr Krichli participent du 9 au 13 mai 2022, au stage de préparation de la sélection nationale au Centre sportif de Maâmora. Le Raja est l'équipe la plus représentée avec 4 joueurs.

## Personnalités

### Présidents
- Anis Mahfoud (2021-2022)
- Aziz El Badraoui (2022-2023)
- Mohamed Boudrika (depuis 2023)

### Entraineurs

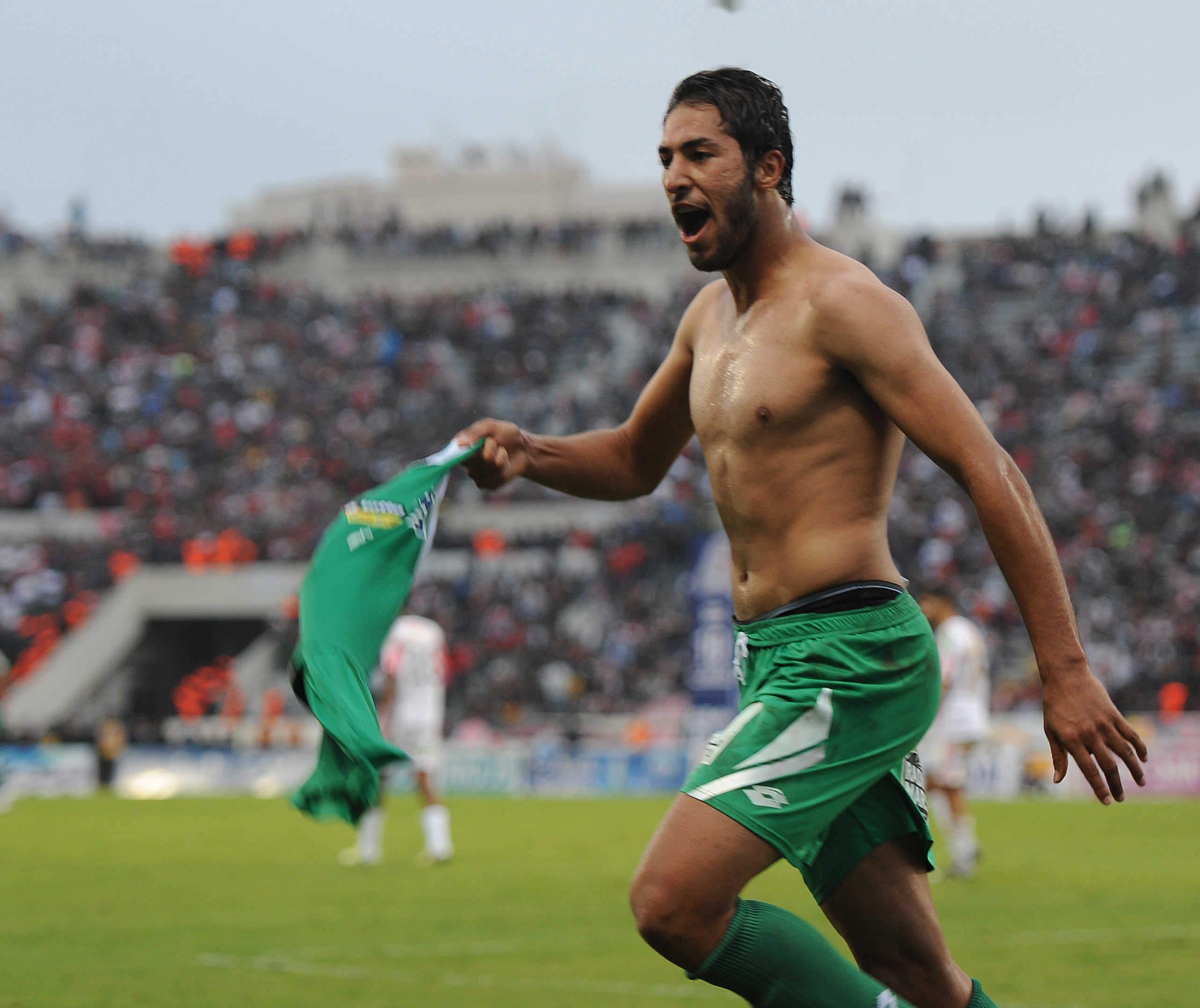
Yassine Salhi a évolué au Raja à maintes reprises

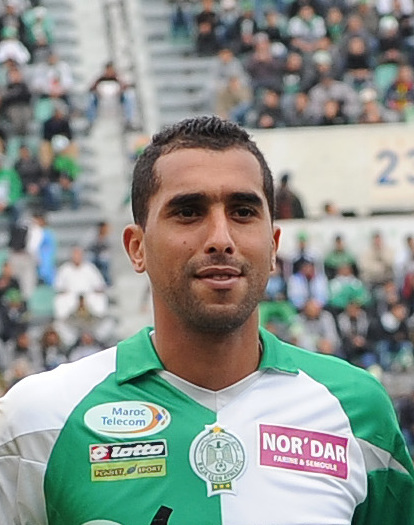
Hamza Abourazzouk a joué au Raja en 2015

- Nassim El Haddaoui (2015-2016)
- Abdelkbir Moufakir (2016-2017)
- Nabil Moustad (depuis 2022)
- Mustapha El Haddaoui (manager général depuis 2022)

### Anciens Joueurs
- Kamel El Mahrouk
- Hamza Abourazzouk
- Yassine Salhi
- Mehdi Meach
- Mohammed Fanghal
- Azzedine El Hamidy
- Laasri Imad